# Boeing 727
El Boeing 727 es un avión comercial trimotor a reacción de fuselaje estrecho de tamaño medio, construido y desarrollado por la compañía estadounidense Boeing Commercial Airplanes desde 1963 hasta 1984. El primer Boeing 727 salió de la fábrica el 27 de noviembre de 1962. Tiene el mismo ancho del fuselaje del Boeing 707/720, lo cual redujo los costes de utillaje de Boeing y los costes de mantenimiento de las aerolíneas. Es el modelo más vendido hasta principios de la década de 1980, con un total de 1831 aviones entregados, época en que fue sustituido por el Boeing 737. A finales de abril de 2017,[cita requerida] permanecían en servicio activo cuatro Boeing 727-100 y 83 Boeing 727-200.

## Desarrollo

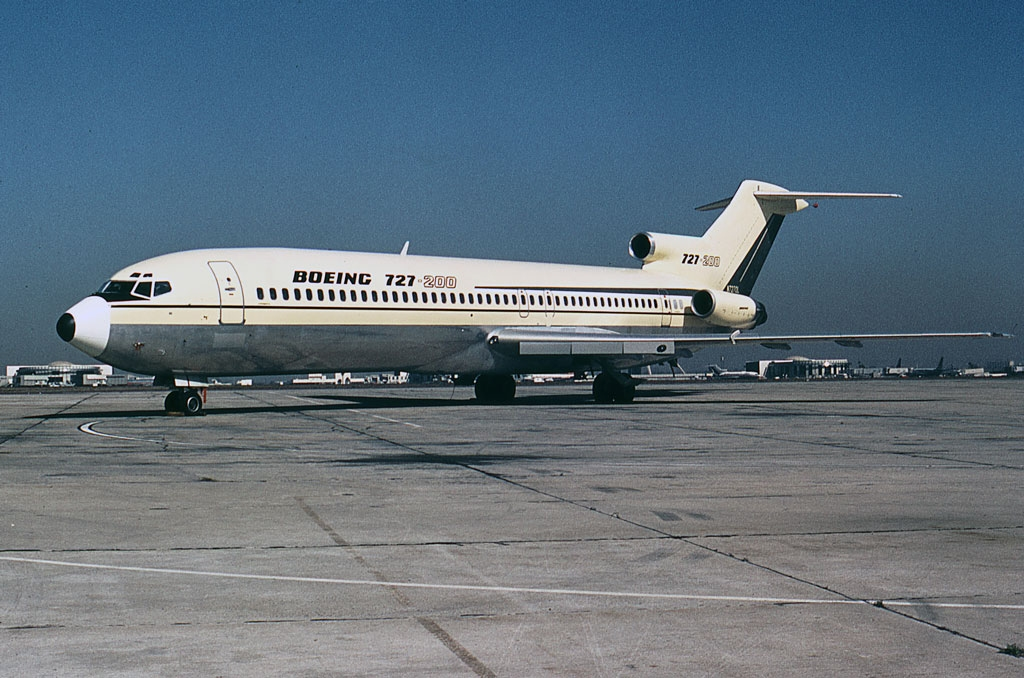
Primer prototipo del Boeing 727-200

El diseño del 727 se debió a un acuerdo entre United Airlines, American Airlines y Eastern Airlines para buscar un sucesor del Boeing 707. United Airlines quería un avión con cuatro motores para sus vuelos a aeropuertos de gran altitud, American buscaba un avión bimotor por razones de eficiencia, mientras que Eastern quería un trimotor para sus vuelos sobre el mar Caribe. Finalmente, las tres aerolíneas coincidieron en un trimotor y así nació el 727.
El 727 ha demostrado ser muy útil para las necesidades de aerolíneas de todo el mundo, debido a su capacidad para aterrizar en pistas cortas, lo que potenció el tráfico de pasajeros entre destinos con aeropuertos más pequeños. Uno de los detalles que dieron al 727 su habilidad para aterrizar en dichas pistas era el diseño único de sus alas, combinando flaps Krueger y slats, aumentando la estabilidad a bajas velocidades. Era conocido entre los pilotos de compañías aéreas de todo el mundo su gran maniobrabilidad.
Muchos de los operadores usaban este avión para alimentar sus aeropuertos principales. El 727 también demostró tener aceptación en aerolíneas de transporte de carga y chárteres. Federal Express inició la revolución del transporte aéreo de carga en 1975 usando Boeing 727 y, a principios del siglo XXI, muchas aerolíneas de todo el mundo utilizan únicamente 727 para sus transportes de carga.
Desarrollado como complemento del Boeing 707 y del 720, el 727 fue diseñado específicamente para cubrir rutas de corto y medio alcance, empezando su desarrollo en febrero de 1956, incrementándose la capacidad de asientos, la facilidad de mantenimiento y la operación del aparato desde aeropuertos y pistas poco preparadas, así como una carrera corta para el despegue y aterrizaje. Se adaptó notablemente a los requisitos de las aerolíneas de llevar muchos pasajeros en rutas tanto de corto como de medio radio.
Cabe señalar que, por la gran demanda del aparato, Boeing decidió desarrollar tres versiones del avión para cubrir los diferentes requisitos demandados por las aerolíneas: la versión 100 (con 117 asientos), la 200 (con 157 asientos) y la 264 (con 185 asientos); así como versiones modificadas de las series 100 y 264 desarrolladas para logística y carga. El avión dejó de fabricarse en agosto de 1984, habiéndose producido un total de 1831 unidades, lo cual superó con creces las expectativas de Boeing, que había previsto fabricar 250. A principios del siglo XXI continuaban operativos aproximadamente 1300. El primer modelo construido, que se entregó a United Airlines en 1964, se conserva desde 1991 en el Museo del Aire de Seattle. Un Boeing 727-100 del Lloyd Aéreo Boliviano, con matrícula CP-861, marcó un récord en la historia de este modelo. Voló desde el día que salió de la fábrica de Everett en 1970, hasta la retirada de la aeronave, para la misma línea aérea en 2007.

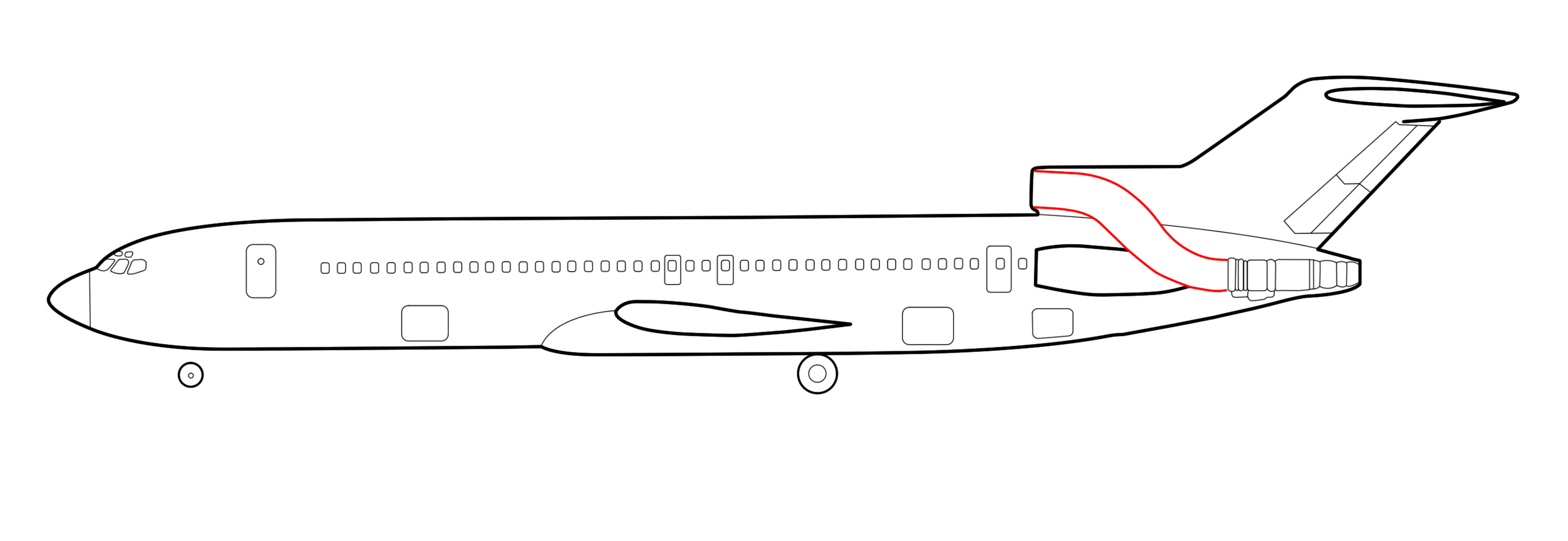
Ducto en forma de "S" del segundo motor del Boeing 727

El Museo de vuelo de Washington ha estado restaurando el primer Boeing 727 durante años, un avión trirreactor que no ha volado en casi 25 años. La aeronave, con número de cola N7001U, realizó su último vuelo el 2 de marzo de 2016 (un vuelo de traslado), donde el avión se elevó lo suficiente para volar por última vez, durante aproximadamente 15 minutos, con buen tiempo, y solo una mínima tripulación a bordo. El N7001U se completó en 1963 y se utilizó para las pruebas antes de ser entregado a United Airlines en octubre de 1964. Estuvo en servicio durante 27 años antes de llegar a su destino final en el Aeropuerto de Paine Field en 1991. El avión tiene partes de otros Boeing 727 retirados, se le hizo una restauración completa hasta que estuvo listo para hacer su último vuelo a Boeing Field, y se pondrá en exhibición en el Museo de vuelo de Washington.
Un avión cancelado es el Boeing 727-400, un avión con mismo largo de la variante 200, pero con motores de los 737-300/400/500/600/700/800/900, más grandes, que se lanzaría en la década de los 80, cuando se crearan los 737-300 y 400.

### Pedidos y entregas
| Año      | Total | 1984 | 1983 | 1982 | 1981 | 1980 | 1979 | 1978 | 1977 | 1976 | 1975 | 1974 | 1973 | 1972 | 1971 | 1970 | 1969 | 1968 | 1967 | 1966 | 1965 | 1964 | 1963 | 1962 | 1961 | 1960 |
| -------- | ----- | ---- | ---- | ---- | ---- | ---- | ---- | ---- | ---- | ---- | ---- | ---- | ---- | ---- | ---- | ---- | ---- | ---- | ---- | ---- | ---- | ---- | ---- | ---- | ---- | ---- |
| Pedidos  | 1831  |      | 1    | 11   | 38   | 68   | 98   | 125  | 133  | 113  | 50   | 88   | 92   | 119  | 26   | 48   | 64   | 66   | 125  | 149  | 187  | 83   | 20   | 10   | 37   | 80   |
| Entregas | 1831  | 8    | 11   | 26   | 94   | 131  | 136  | 118  | 67   | 61   | 91   | 91   | 92   | 41   | 33   | 55   | 114  | 160  | 155  | 135  | 111  | 95   | 6    |      |      |      |

- Información de Boeing, hasta final de la producción.[3]

### Resumen del Model 727
| Serie del Modelo | Pedidos | Entregas |
| ---------------- | ------- | -------- |
| 727-100          | 407     | 407      |
| 727-100C         | 164     | 164      |
| 727-200          | 1245    | 1245     |
| 727-200F         | 15      | 15       |
| 727 Total        | 1831    | 1831     |

## Variantes

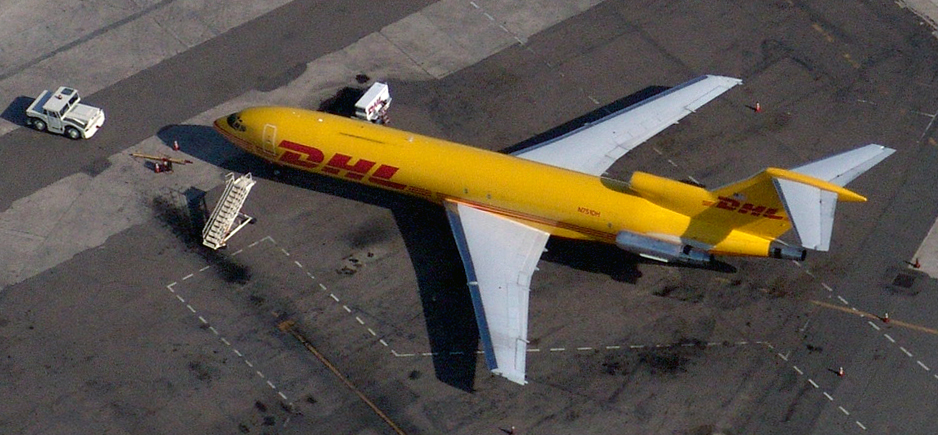
Boeing 727-200F (verisón de carga) de la compañía DHL.

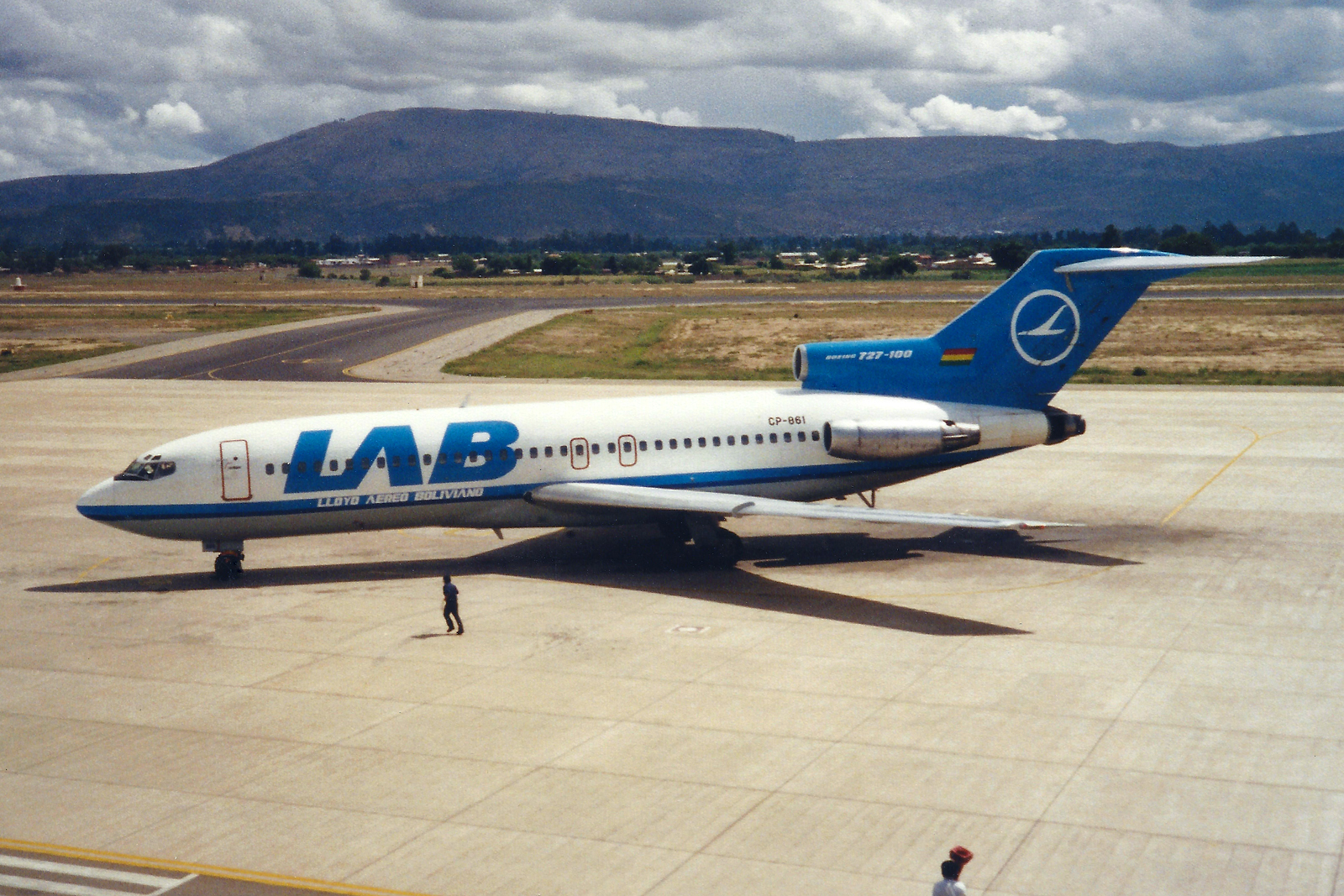
Boeing 727-100, de Lloyd Aéreo Boliviano, el primer modelo de producción.

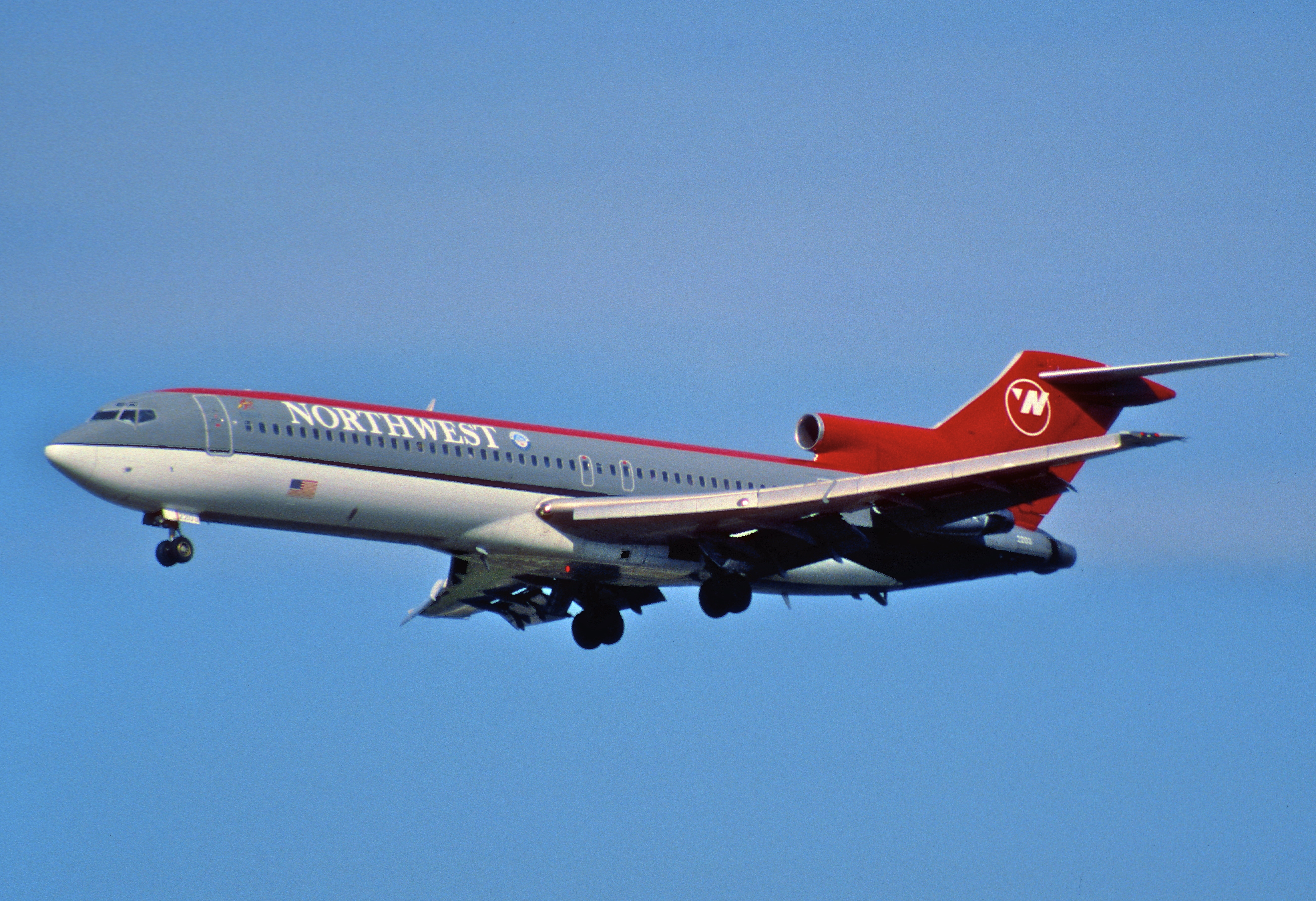
Boeing 727-200 de Northwest Airlines, la versión alargada y más popular

Boeing produjo dos variantes del 727 para transporte de pasajeros y de carga. La primera la serie -100 (que clasificaba los aviones en dos cifras comenzando desde -30), se lanzó en 1960 y entró en servicio en febrero de 1964. La segunda serie -200, se lanzó en 1965, entró en servicio en diciembre de 1967 y fue la versión alargada y más popular del modelo.
727-100
Primer modelo de producción.
727-100C
Versión convertible pasajeros/carga.
727-100QC
Versión rápidamente convertible pasajeros/carga.
727-100QF
Versión de carga para UPS y de negocios.
727-200
Versión alargada del modelo 100 (6,1 m más largo).
727-200ADV
Versión Advanced, con mayor alcance y aviónica modernizada.
727-200WL
Versión con winglets.
727-200RE
Versión remotorizada con los motores Pratt & Wittney JT8D-217C de la serie MD80.
727-200F
Versión solo carguero.
C-22
Versión militar para la Fuerza Aérea de los Estados Unidos.
C-22B
Versión militar de transporte del modelo 100.
C-22C
Versión militar de transporte del modelo 200.

## Operadores

### Actuales
Colombia
- Aerosucre (2)[4]

 Ecuador
- Fuerza Aérea Ecuatoriana (1)

 Estados Unidos
- Kalitta Charters (1)
- IFL Group (2)
- Uni World Air Cargo (1)[5]

 Kenia
- Astral Aviation (1)[6]

 Malasia
- Raya Airways (1)

 México
- Aerolíneas Tenek (1)
- Guardia Nacional de México (3)

 Nigeria
- Allied Air (4)

 República Democrática del Congo
- Serve Air

 Uruguay
- Air Class (2)

 Venezuela
- Solar Cargo  (2)[7]

 Yibuti
- Daallo Airlines (1)

### Antiguos

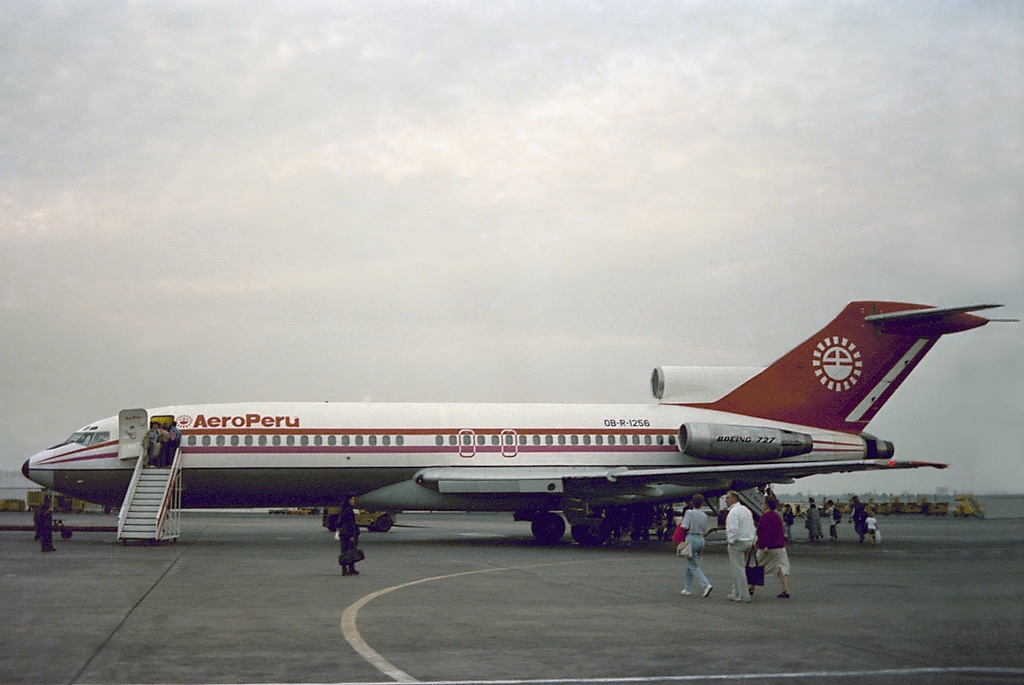
727-193 de AeroPerú.

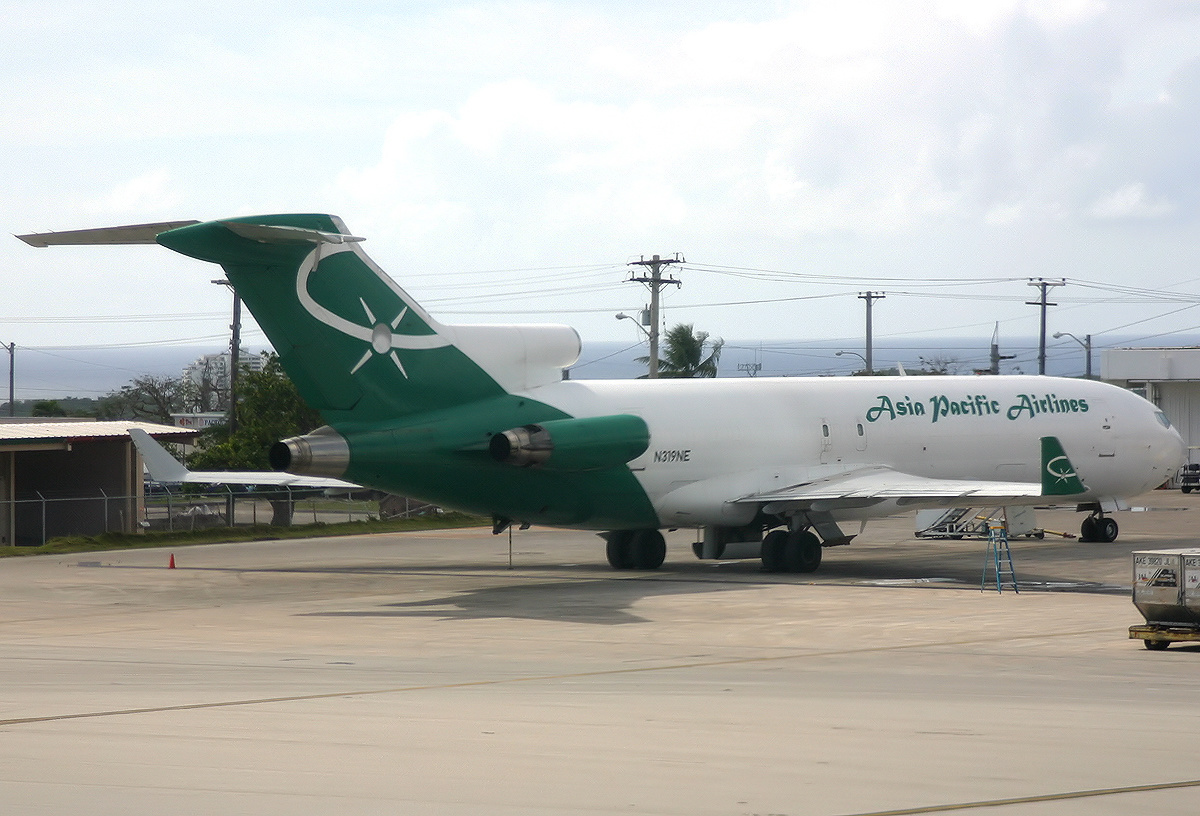
727-212 Advanced de Asia Pacific Airlines en el Aeropuerto Internacional de Guam.

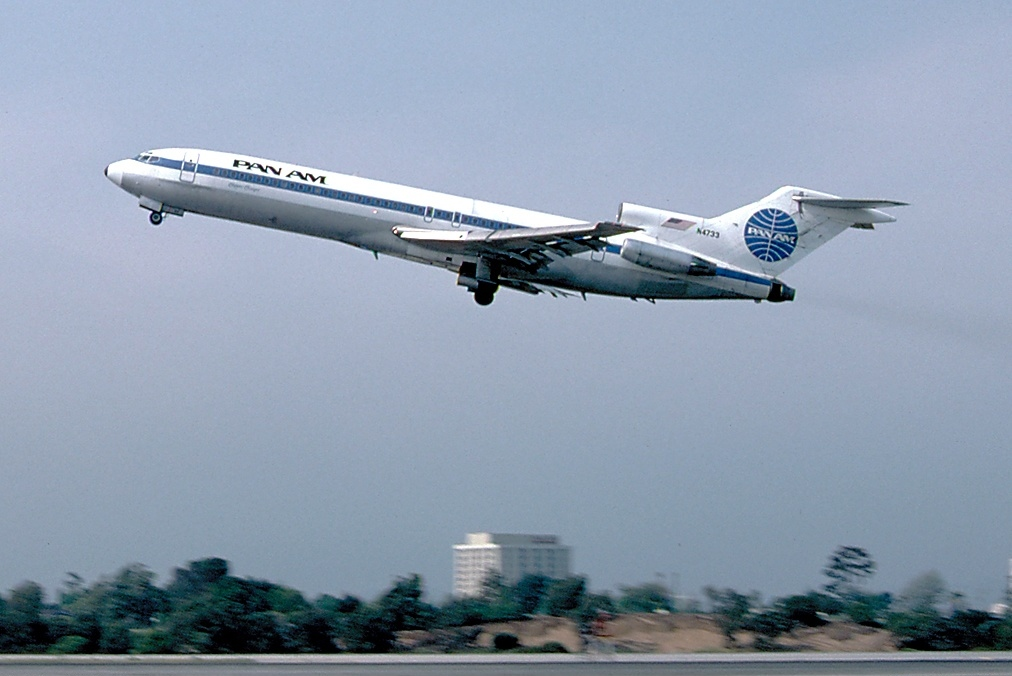
727-235 de Pan Am.

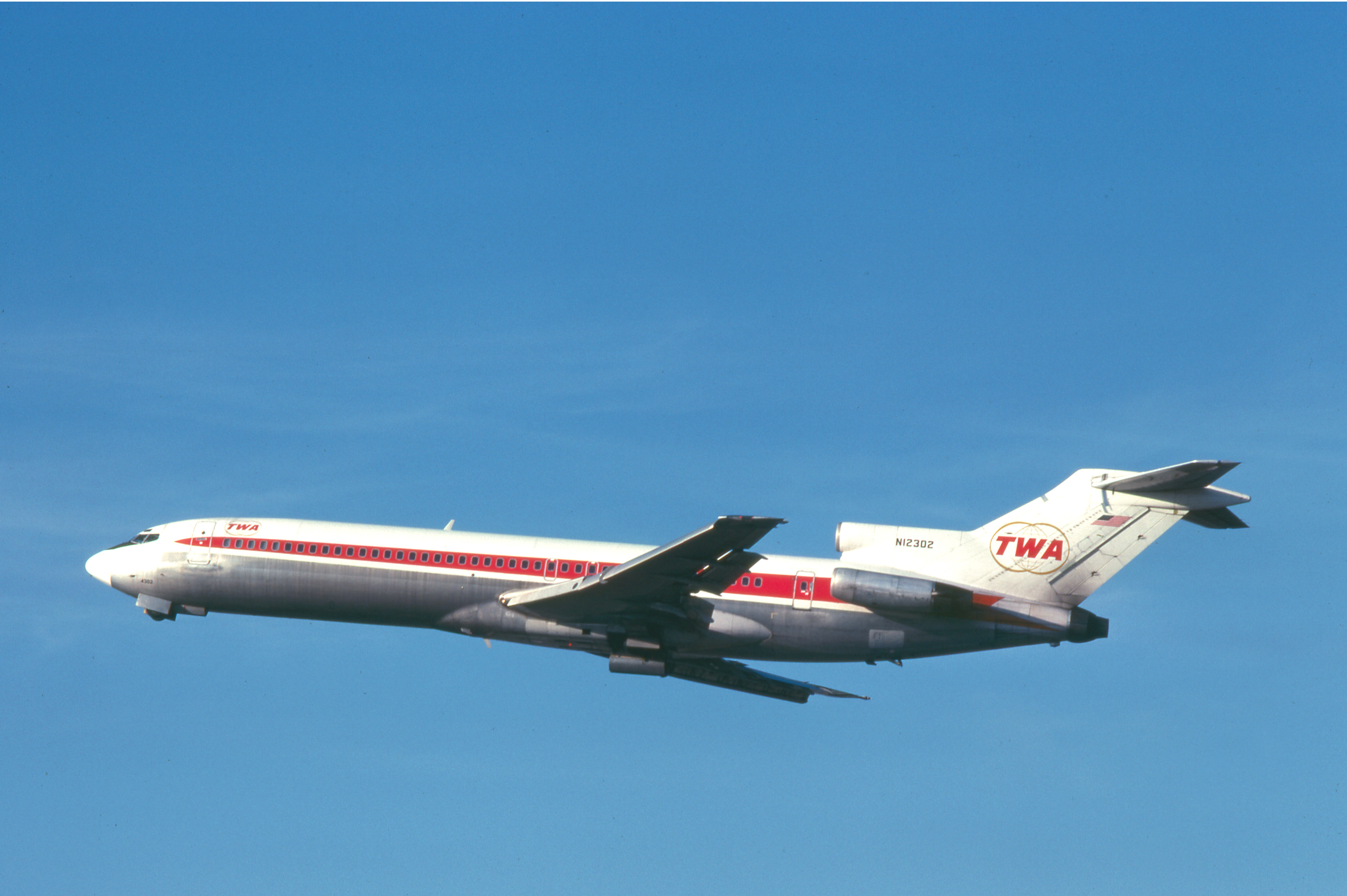
727-200 de TWA en el aeropuerto de Los Ángeles en 1975.

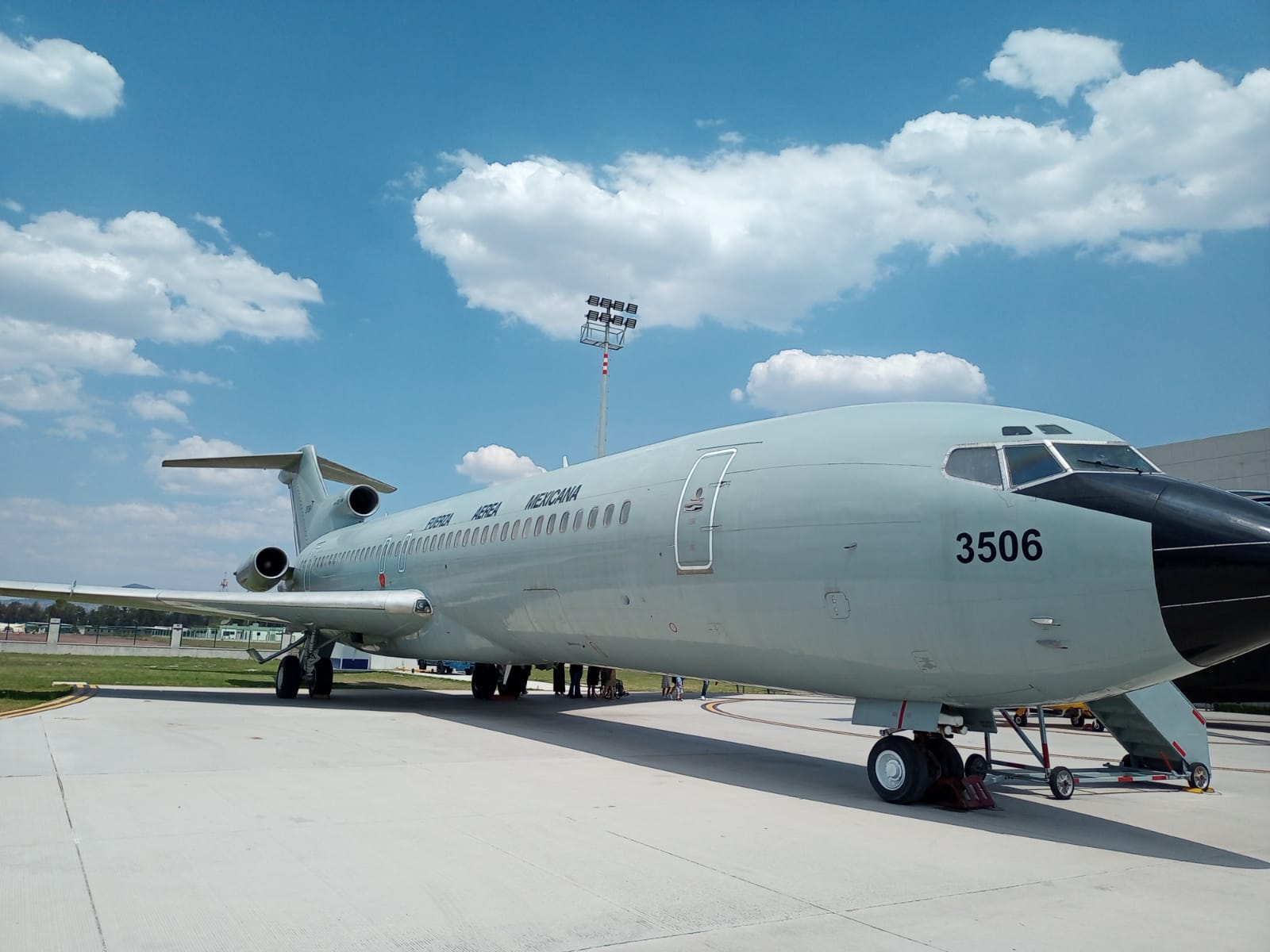
Boeing 727-264 de la Fuerza Aérea Mexicana en la BAM n.º 1 de Santa Lucía

#### África
Túnez
- Tunisair (1)[8]

#### América
Argentina
- Aerolíneas Argentinas (3, registrados como LV-MIM', "LV-MIN" y "LV-OLO"')

 Bahamas
- Bahamasair (2)[9]

 Bolivia
- Lloyd Aéreo Boliviano (15)[10]
- AeroSur (18)[11]
- Transporte Aéreo Militar (Bolivia) (1)[12]

 Canadá
- Air Canada (30)[13]
- Morningstar Air Express (7)[14]
- Air Transat (2)[15]

 Chile
- Lan Chile (3)

 Colombia
- Avianca (25)[16]
- Satena (N/A)

 Estados Unidos
- Pan Am (32)[17]
- TWA (19)[18]
- Federal express (11)[19]
- Delta Air Lines (7)[20]
- Amerijet International (6)[21]
- United Airlines (3)[22]
- Asia Pacific Airlines (1)[23]
- Sun Country Airlines (1)[24]
- Trump Force One

 Guatemala
- Aviateca (1)[25]

 Honduras
- SAHSA (2)[26]
- TAN (4)[27]
- AeroHonduras (2)[28]

 México
- Aero California
- Aerolíneas Internacionales
- Mexicana
- TAESA
- Fuerza Aérea Mexicana

 Perú
- Aero Continente
- AeroPerú
- Americana de aviación
- Aviandina
- Faucett Perú

 Venezuela
- Avensa (12)[29]

#### Asia
Corea del Sur
- Korean Air (1)[30]

 Irán
- Iran Air (5)[31]
- Iran Aseman Airlines (4)[32]

#### Europa
Alemania
- Condor Flugdienst (1)[33]
- Lufthansa (1)[34]

 Bélgica
- Sabena

 España
- Iberia (15)[35]

 Francia
- Air France (5)[36]

 Portugal
- TAP Air Portugal (1)[37]

#### Oceanía
Australia
- Tasman Cargo Airlines (1)[38]

## Especificaciones

### Características generales
- Tripulación: Siete
- Capacidad: 180 pasajeros
- Longitud: 46,7 m (153,2 ft)
- Envergadura: 32,9 m (108 ft)
- Altura: 10,4 m (34 ft)
- Superficie alar: 153 m² (1646,9 ft²)
- Peso vacío: 46 700 kg (102 926,8 lb)
- Peso máximo al despegue: 95 028 kg (209 441,7 lb)
- Planta motriz: 3× turborreactores Pratt & Whitney JT8D.
  - Empuje normal: 77 kN (7852 kgf; 17 310 lbf) de empuje cada uno.

### Rendimiento
- Velocidad crucero (Vc): 907 km/h (564 MPH; 490 kt) a 10 000 m (32 808 pies)
- Alcance: 4450 km (2403 nmi; 2765 mi)
- Techo de vuelo: 13 000 m (42 651 ft)
- Régimen de ascenso: 14,9 m/s (2933 ft/min)

## Aeronaves relacionadas

### Desarrollos relacionados
- Boeing 707
- Boeing 737
- Boeing 7J7

### Aeronaves similares
- McDonnell Douglas DC-9
- Hawker Siddeley Trident
- BAC One-Eleven
- Tupolev Tu-154

### Secuencias de designación
- Secuencia Numérica (interna de Boeing): ← 717 (I) - 717 (II) - 720 - 727 - 733 - 737 - 739 →
- Secuencia C-_ (Aviones de Carga estadounidenses, 1962-presente): ← C-19 - C-20A-D/F-H - C-21 - C-22 - C-23 - C-24 - C-25 →